# Nikolaus von Schönberg
Nikolaus kardinal von Schönberg O.P., nemški dominikanec, rimskokatoliški duhovnik, škof in kardinal, * 11. avgust 1472, Meisse, †
7. september 1537, Capua.

## Življenjepis
Leta 1497 je postal brat dominikanec.
12. septembra 1520 je bil imenovan za nadškofa Capue, kar je opravljal do 28. aprila 1536, ko je odstopil.
21. maja 1535 je bil povzdignjen v kardinala in 31. maja 1537 postavljen za kardinal-duhovnika S. Sisto.